# Palimpsest

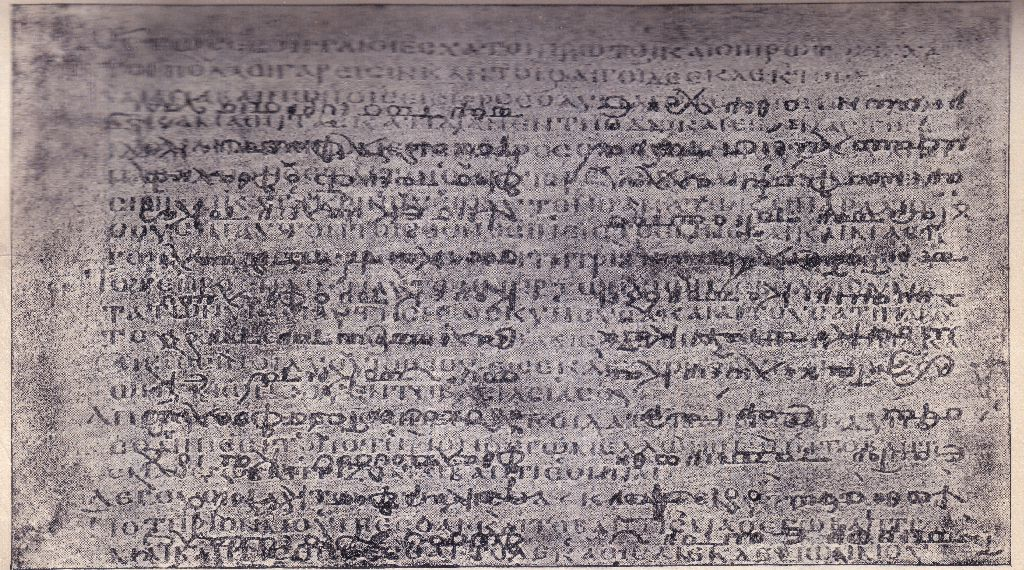
Codex Ephraemi Rescriptus – ett exempel på palimpsest.

Palimpsest (från grekiska πάλιν palin 'på nytt', 'igen' och ψάειν psaein 'gnugga', 'skrapa') är en handskrift, vanligtvis på pergament, ibland på papyrus, vars text skrapats och tvättats bort för att ersättas med en ny.
Förfarandet användes under antiken och medeltiden när pergament var dyrbart och man ville kunna återanvända pergament från böcker med mindre angeläget innehåll som kunde avvaras. Palimpsester är ofta intressanta för litteraturforskare eftersom man med moderna tekniska hjälpmedel kan återvinna den underliggande, borttvättade, första texten.
En indirekt användning av ordet palimpsest kan syfta på att en viss text har en underliggande mening.